# Râu Bărbat
Râu Bărbat is een dorp in de regio Transsylvanië, in het Roemeense district Hunedoara.
Het was de residentie van een lokale heer in de 15e eeuw.